# Сорез
Соре́з (фр. Sorèze, окс. Sorese) — коммуна во Франции, находится в регионе Юг — Пиренеи. Департамент — Тарн. Входит в состав кантона Ла-Монтань-Нуарь. Округ коммуны — Кастр.
Код INSEE коммуны — 81288.

## География
Коммуна расположена приблизительно в 610 км к югу от Парижа, в 55 км восточнее Тулузы, в 55 км к югу от Альби.
По территории коммуны протекают небольшие реки Сор и Ориваль (фр. Orival).

## Климат
Климат умеренно-океанический. Зима мягкая и дождливая, лето жаркое с частыми грозами. Ветры довольно редки.

## Население
Население коммуны на 2010 год составляло 2610 человек.
| 1962 | 1968 | 1975 | 1982 | 1990 | 1999 | 2010 |
| ---- | ---- | ---- | ---- | ---- | ---- | ---- |
| 1581 | 1613 | 1672 | 1654 | 1954 | 2167 | 2610 |

## Экономика
В 2007 году среди 1593 человек в трудоспособном возрасте (15—64 лет) 1109 были экономически активными, 484 — неактивными (показатель активности — 69,6 %, в 1999 году было 68,8 %). Из 1109 активных работали 969 человек (493 мужчины и 476 женщин), безработных было 140 (74 мужчины и 66 женщин). Среди 484 неактивных 119 человек были учениками или студентами, 173 — пенсионерами, 192 были неактивными по другим причинам.

## Достопримечательности
- Церковь Св. Мартина (XIII век). Исторический памятник с 1879 года.[4]
- Здание школы (XVII век). Исторический памятник с 1988 года.[5]
- Средневековая пещера-шахта Калель. Исторический памятник с 1977 года.[6]
- Средневековый замок Рокфор. Исторический памятник с 2010 года.[7]
- Водозабор Пон-Крузе на Южном канале (XVIII век). Исторический памятник с 1998 года.[8]

## Фотогалерея

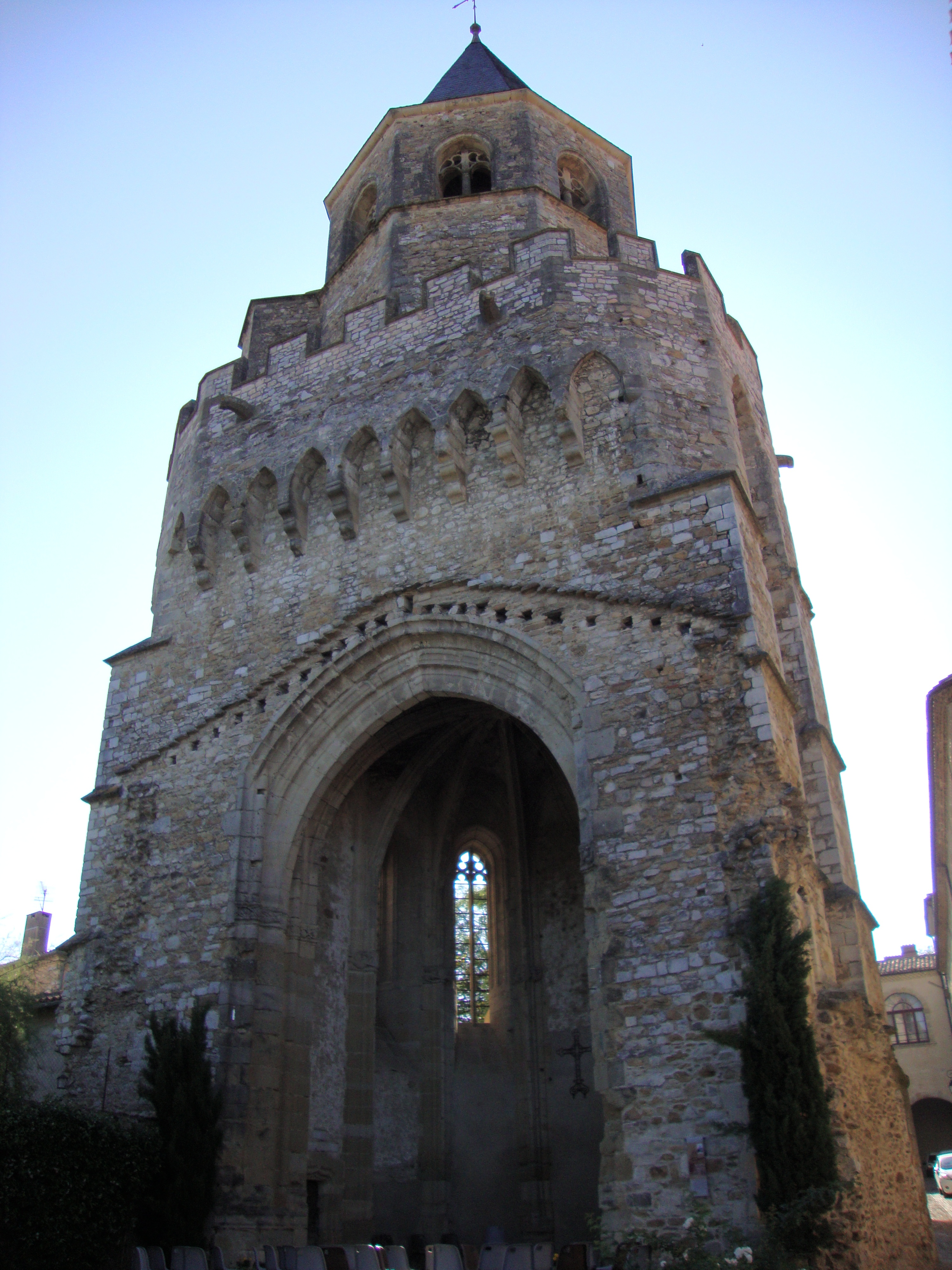
Церковь Св. Мартина
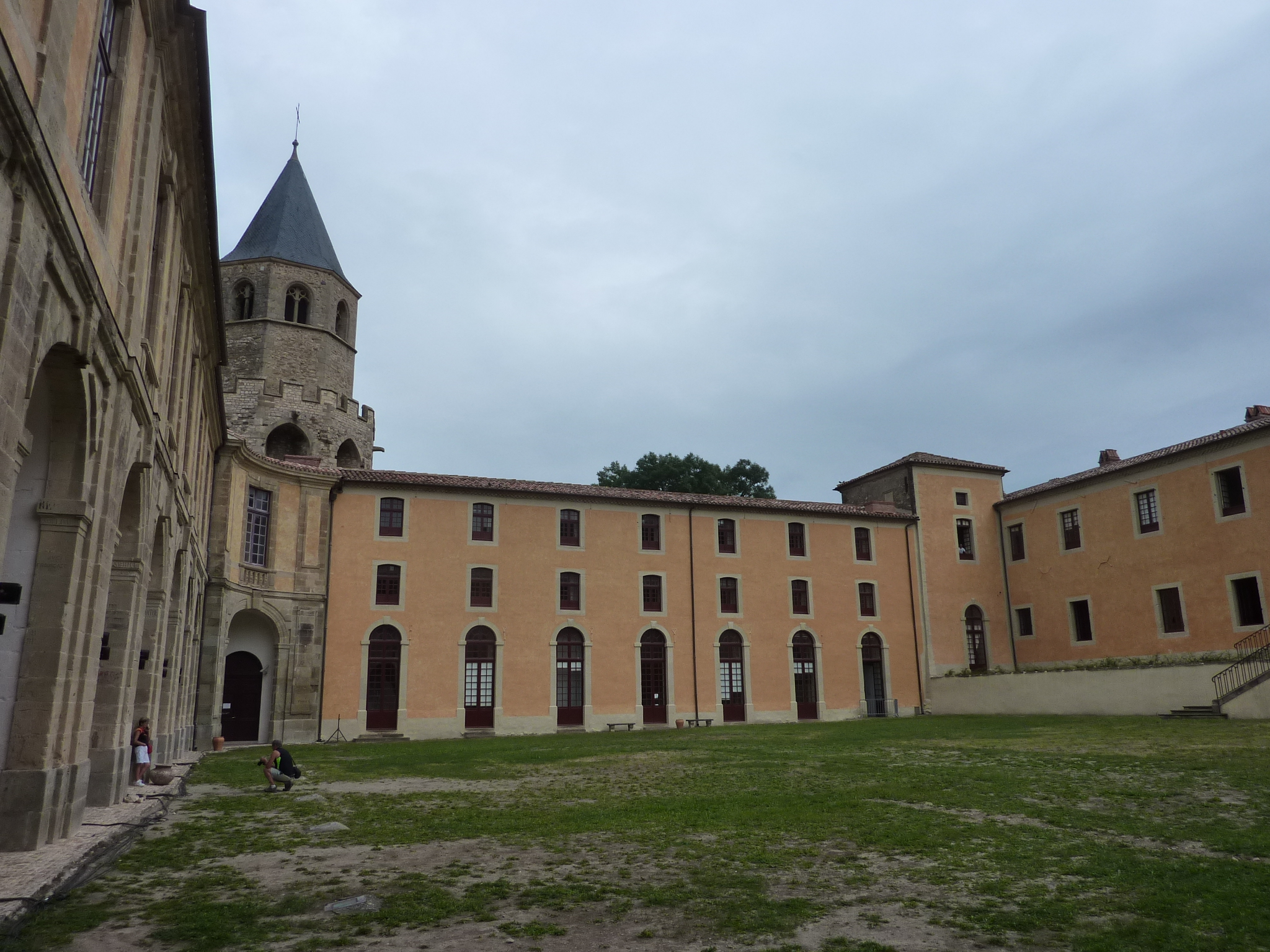
Школа
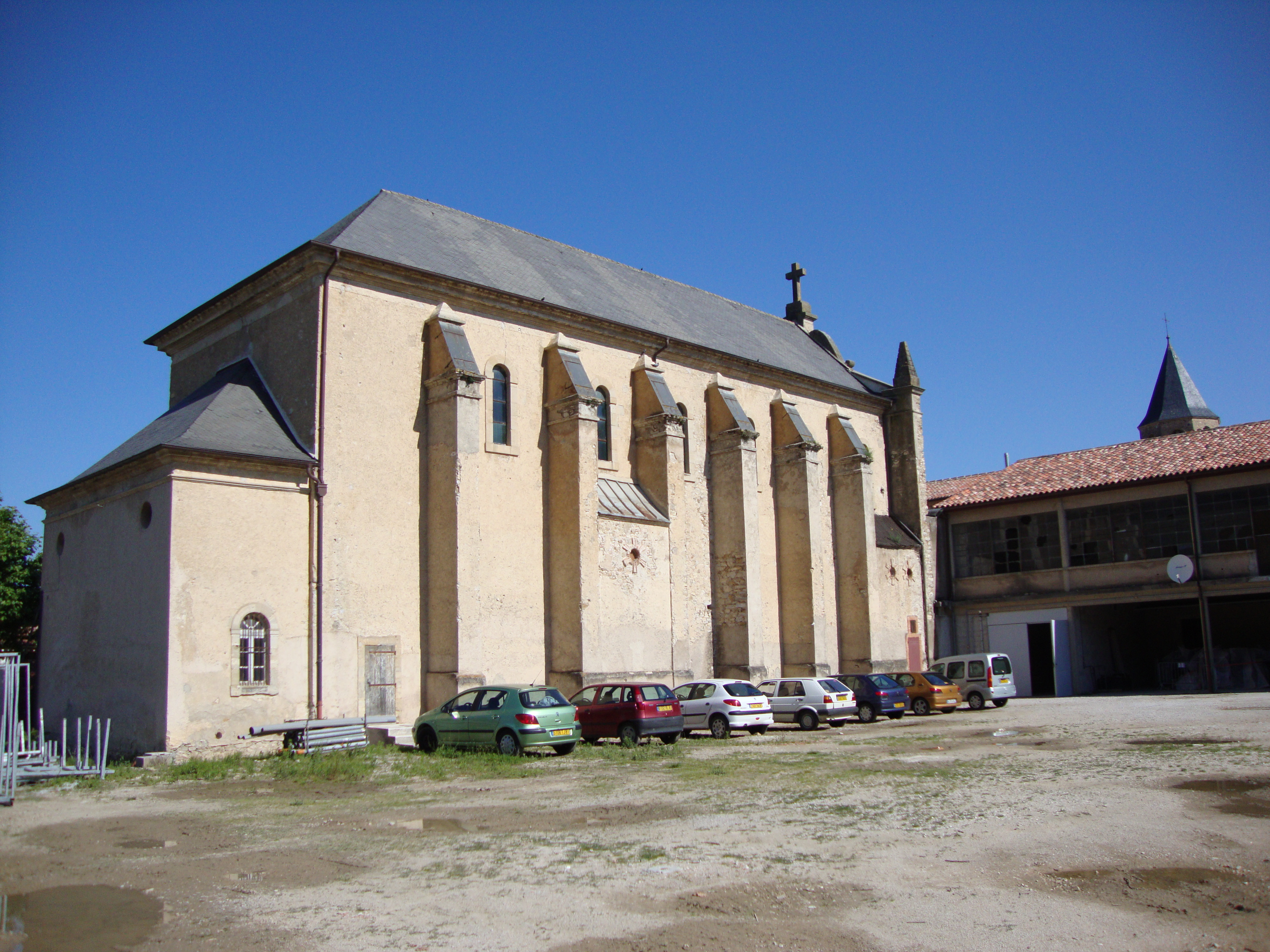
Школьная часовня
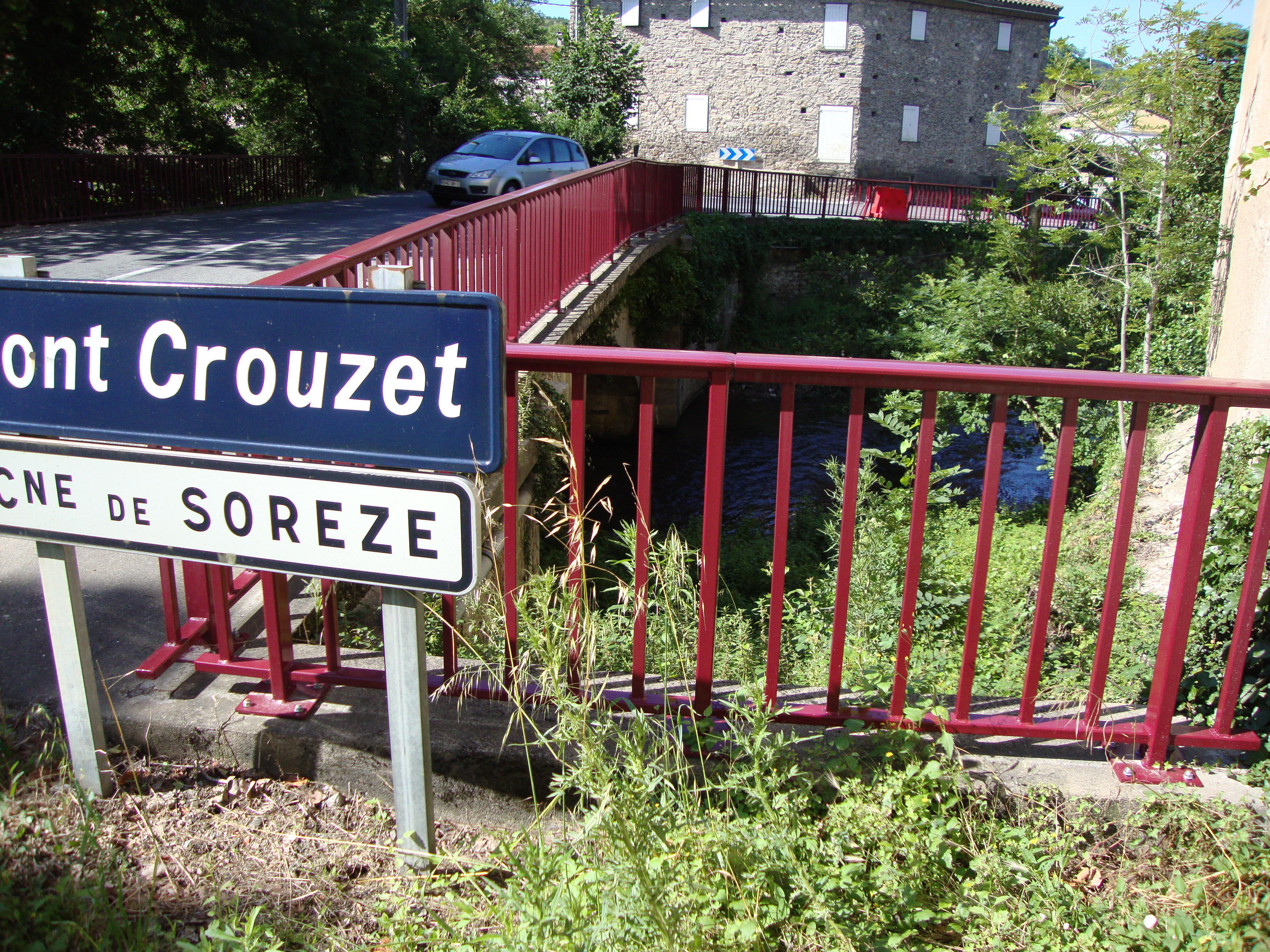
Мост Крузе через реку Сор
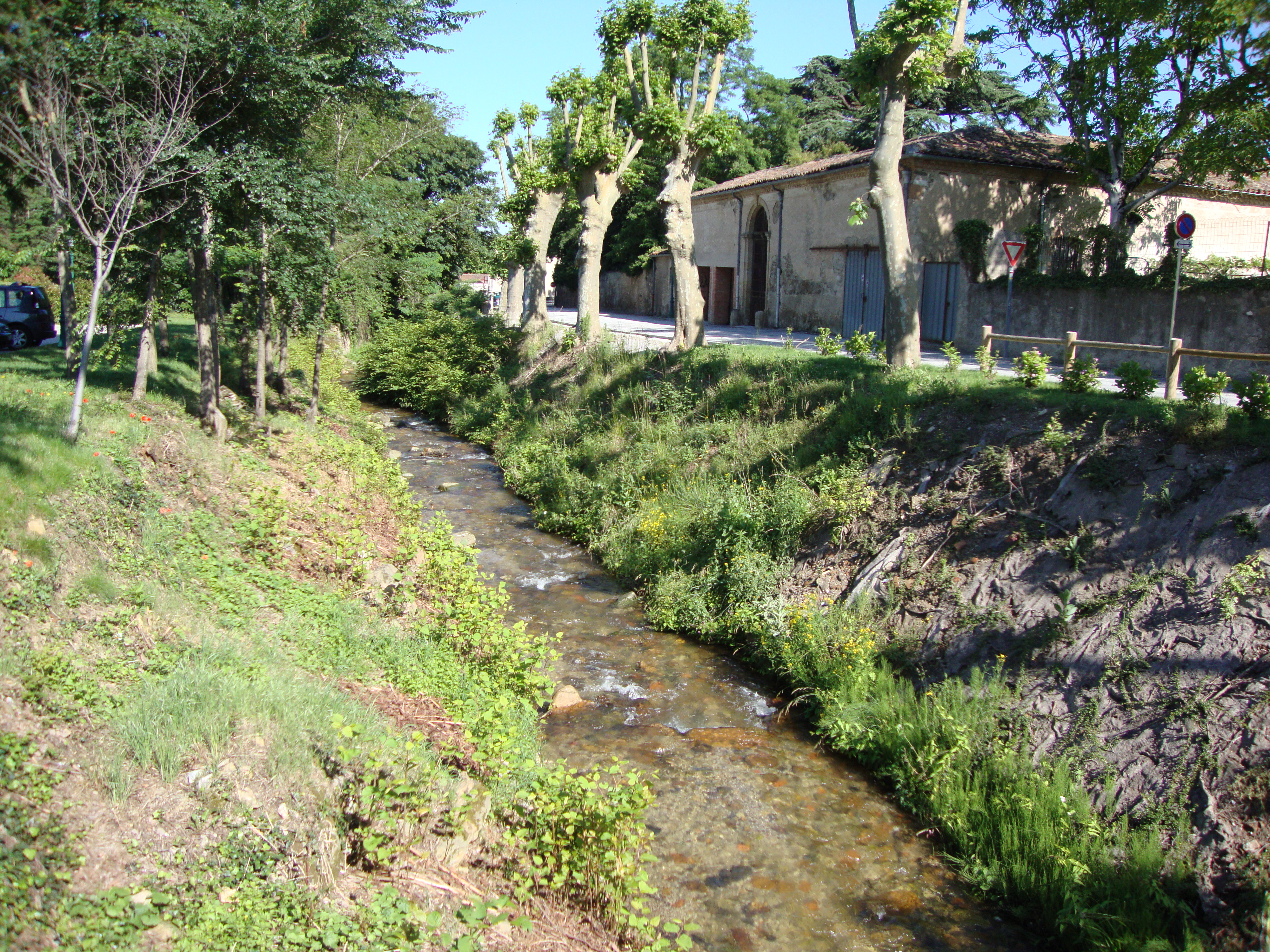
Река Ориваль
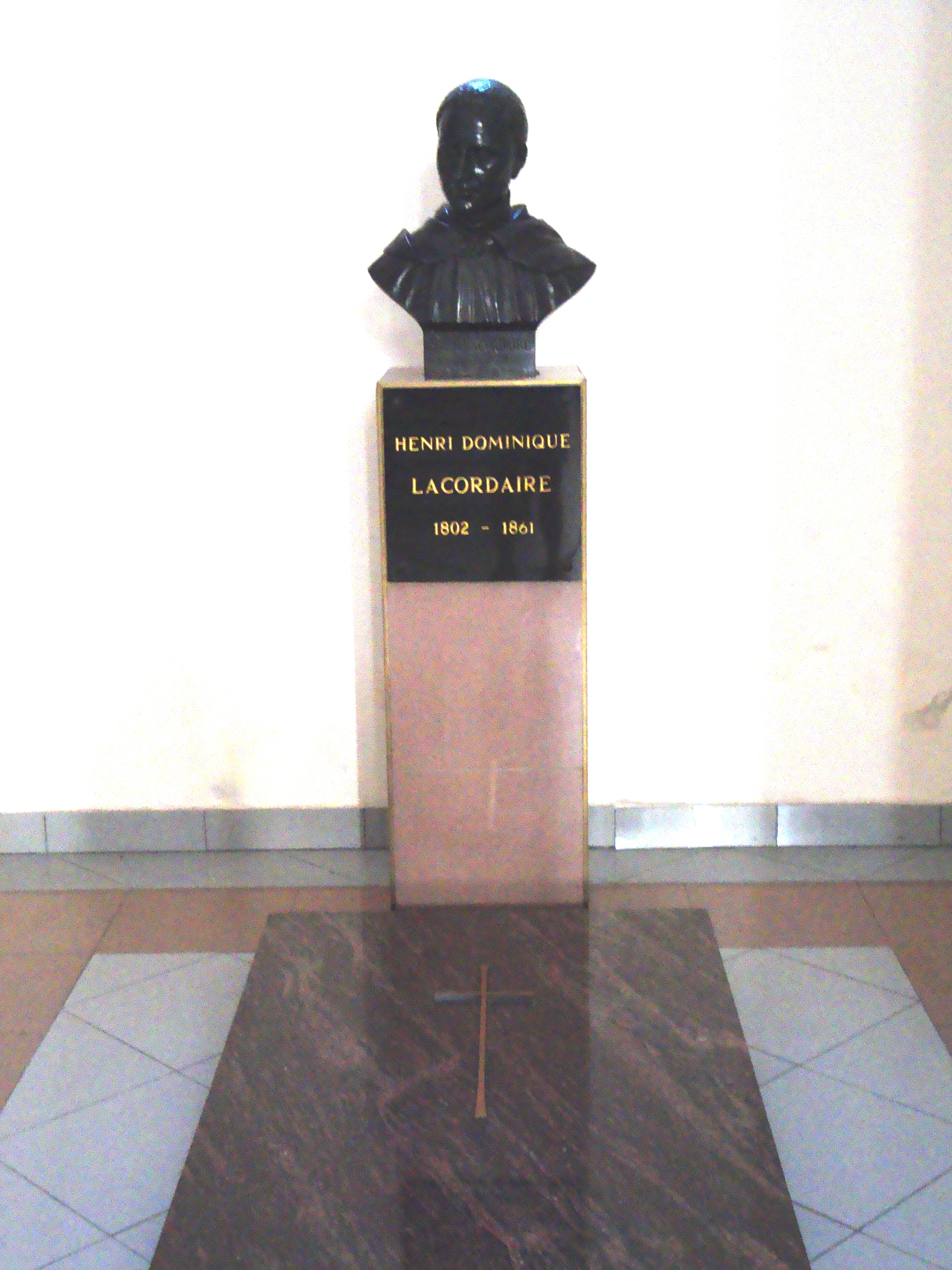
Бюст и могила Анри Лакордера